# Mount Rae
Mount Rae är ett berg i Kanada.   Det ligger i provinsen Alberta, i den södra delen av landet, 2 900 km väster om huvudstaden Ottawa. Toppen på Mount Rae är 3 218 meter över havet.
Terrängen runt Mount Rae är kuperad norrut, men söderut är den bergig.Trakten runt Mount Rae är nära nog obefolkad, med mindre än två invånare per kvadratkilometer.. Det finns inga samhällen i närheten. 
Trakten runt Mount Rae består i huvudsak av gräsmarker.